# Dominique Foata
Dominique Cyprien Foata (* 12. Oktober 1934 in Damaskus) ist ein französischer Mathematiker, der sich mit enumerativer Kombinatorik und Wahrscheinlichkeitstheorie befasst.

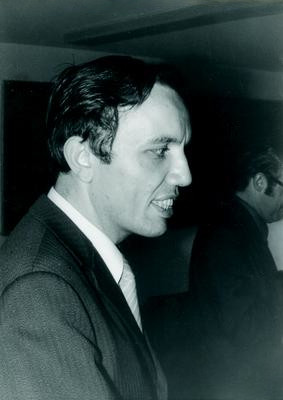
Foata 1973

Foata wurde 1965 bei Marcel-Paul Schützenberger an der Universität Paris promoviert (Etude algébrique de certains problèmes d'Analyse Combinatoire et du Calcul des Probabilités). Er war Professor an der Universität Straßburg (IRMA).
Er befasste sich unter anderem mit der Kombinatorik spezieller Funktionen und mit Statistik von Permutationen.
1983 war er Invited Speaker auf dem Internationalen Mathematikerkongress in Warschau (Combinatoire des identitées sur les polynomes orthogonaux). 1985 erhielt er den Wissenschaftspreis der Union des Assurances de Paris und erhielt 1985 den Prix Paul Doistau-Émile Blutet.
Mit Volker Strehl und Adalbert Kerber gründete er das Séminaire Lotharingien de Combinatoire.

## Schriften
- mit Pierre Cartier: Problèmes combinatoires de commutation et réarrangements, Lecture Notes in Mathematics 85, Springer Verlag 1969
- mit Schützenberger Théorie géométrique des polynômes eulériens, Lecture Notes in Mathematics 138, Springer Verlag 1970
- La série génératrice exponentielle dans les problèmes d'énumération, Les Presses de l´Université de Montreal, 1974
- mit Aimé Fuchs: Processus stochastiques, Dunod 2002
- mit Jacques Franchi, Aimé Fuchs: Calcul des probabilités, 3. Auflage, Dunod 2012
  - Deutsche Übersetzung: mit Fuchs: Wahrscheinlichkeitsrechnung, Birkhäuser 1999 (Übersetzer Volker Strehl)